# Casa Francesc Camprubí
La casa Francesc Camprubí és un edifici situat als carrers d'en Gignàs, 13, Regomir, 24 i Riudarenes, 2 de Barcelona, catalogat com a bé amb elements d'interès (categoria C).

## Història

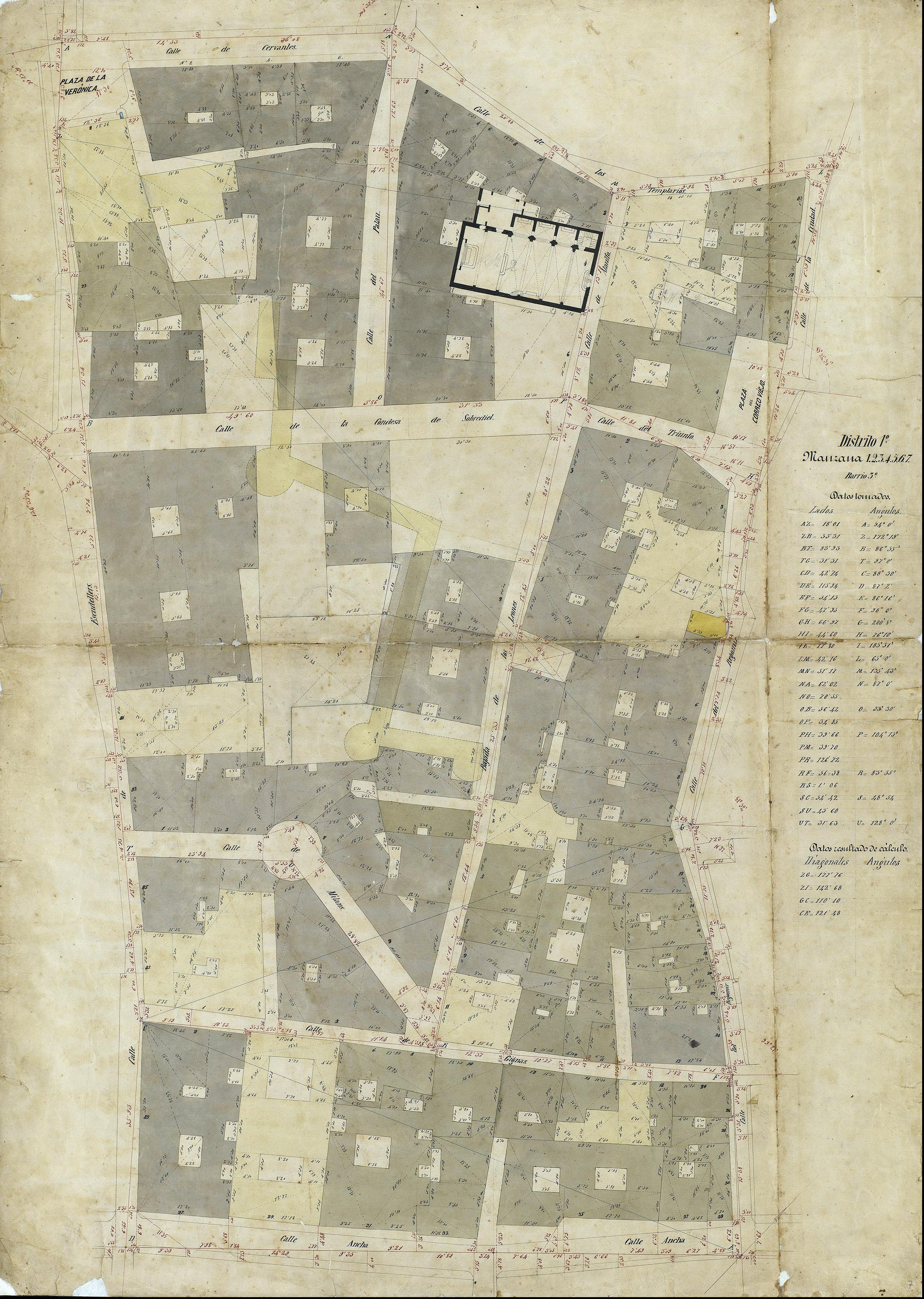
Quarteró núm. 7 de Garriga i Roca (c. 1860)

En el seu testament del 1846, l'indià Francesc d'Assís Camprubí, que havia fet fortuna a Santiago de Cuba, va disposar que el seu capital fos invertit en immobles, i tal efecte, va nomenar marmessors i tutors del seu fill Ramon, menor d'edat: la seva vídua Antònia Bosch (†1882), l'adober Agustí Vila, el comerciant Pau Camprubí, i el seu gendre Pau Marquès i Bolet. Entre el 1849 i el 1850, aquests (excepte Marquès, que va romandre a Santiago de Cuba) van adquirir dues finques i van encarregar a l'arquitecte Antoni Rovira i Trias el projecte d'un nou edifici, acabat el 1851. A les obres van intervenir els paletes Joan Mumbrú i Joan Ribatallada, el fuster Feliu Prats, el manyà Josep Solà, els llauners i vidriers Miquel Moragas i Pere Marsal, i el pintor Josep Vidal.
L'hereu Ramon Camprubí i Bosch es va casar amb Ramona Mallol i Rodés (†1900), que juntament amb els seus germans Teresa i Francesc eren socis de la casa de comerç Mallol i Fills. El matrimoni va tenir quatre fills: Inès (†1876), Francesc d'Assís, Ramon i Concepció Camprubí i Mallol. Juntament amb Ramon Planas, Francesc Mallol i Ramon Camprubí i Mallol foren els marmessors de l'indià Tomàs Ribalta (†1887).

## Descripció
Consta de planta baixa, entresòl i tres pisos. La façana principal al carrer d'en Gignàs és de difícil visualització a causa de l'estretor del carrer.
El parament és d'especejament horitzontal als baixos (amb obertures d'arc escarser), i a l'entresol (amb petits balcons). Al principal hi ha una balconada correguda, per sobre de la qual s'alcen dues parelles de pilastres gegantines amb capitells corintis a cada cantonada, que sostenen un entaulament, més prominent sobre les pilastres.